# Vệ Trang công (Dương)
Vệ Trang công (chữ Hán: 衞莊公; trị vì: 757 TCN-735 TCN), tên thật là Cơ Dương (姬揚), là vị vua thứ 12 của nước Vệ – chư hầu nhà Chu trong lịch sử Trung Quốc.
Vệ Trang công là con của Vệ Vũ công – vua thứ 11 nước Vệ. Năm 758 TCN, Vũ công mất, Cơ Dương lên nối ngôi, tức là Vệ Trang công.
Vệ Trang công có nhiều vợ. Ông lấy  con gái Tề Trang công là Trang Khương không có con. Sau đó ông lấy người con gái nước Trần là Lệ Quy, sinh một con là Hiếu Bá bị chết yểu. Ông lại lấy em Lệ Quy là Đới Quy, sinh ra con trai là Cơ Hoàn. Vệ Trang công cho Cơ Hoàn làm con phu nhân Trang Khương và lập làm thế tử. Ngoài ra ông còn 2 người con trai nữa: một là con của người thiếp, tên là Châu Dụ (Chu Hu), người kia có mẹ là con gái nước Hình, tên là Cơ Tấn.
Năm 740 TCN, Châu Dụ khôn lớn, thích việc binh. Vệ Trang công định cho Châu Dụ làm tướng. Đại phu Thạch Thước (Thác) khuyên Trang công một là nếu yêu Châu Dụ thì nên lập ngay làm thế tử, hai là tước bỏ binh quyền luôn, không nên cho nắm quyền lớn, vì như vậy dễ sinh loạn. Vệ Trang công không nghe theo.
Năm 735 TCN, Vệ Trang công mất. Ông làm vua được 23 năm. Con ông là Cơ Hoàn lên nối ngôi, tức là Vệ Hoàn công.